# حسین‌آباد (فردوس)
روستای حسین‌آباد، روستایی است در دهستان خانکوک از توابع بخش مرکزی شهرستان فردوس. 
این روستا، بر اساس سرشماری سال ۱۳۹۵، ۳۸۵ نفر جمعیت داشته که نسبت به سرشماری ۱۰ سال قبل (۳۷۷ نفر در سال ۱۳۸۵)، رشد سالانه حدود ۰٫۲ درصد داشته‌است.

## موقعیت
حسین‌آباد در فاصله ۵ کیلومتری شمال غربی شهر فردوس واقع شده‌است، مردمش شیعه و به گویش تونی صحبت می‌کنند.

## آثار تاریخی
- آب انبار حسین‌آباد